# Сиори (лунный кратер)
Сиори (лат. Shioli) — небольшой лунный ударный кратер, расположенный внутри гораздо большего кратера Кирилл на видимой стороне Луны. Это молодой кратер с выраженной лучевой системой.
Кратер назван по имени австралийско-японской актрисы Сиори Кицуны. Название кратера было утверждено Международным астрономическим союзом 12 августа 2019 года.

## Места посадок космических аппаратов
- Кратер Сиори является районом посадки первой японской лунной миссии SLIM. Посадка была совершена 19 января 2024 года в 15:20 UTC (20 января 2024 года в 00:20 по JST)[2].